# Josef Šnejdárek
Josef Šnejdárek (ur. 2 kwietnia 1875 w Napajedli, zm. 13 maja 1945 w Casablance) – czechosłowacki wojskowy, dowódca wojsk czechosłowackich w walkach o Śląsk Cieszyński.

## Życiorys
W 1895 r. ukończył studia w korpusie kadetów piechoty w Pradze, po czym wstąpił do armii austro-węgierskiej. Służył w Budapeszcie i Innsbrucku, szybko osiągając stopień porucznika. Dwa lata później walczył jako ochotnik w wojnie grecko-tureckiej, a w 1899 r. jako szeregowy żołnierz wstąpił do francuskiej Legii Cudzoziemskiej. W roku 1905 uzyskał obywatelstwo francuskie. Po ukończeniu szkoły oficerskiej piechoty w Saint-Maixent, w 1907 r. został oficerem w algierskim pułku strzelców francuskiej armii kolonialnej.
W I wojnie światowej już w stopniu majora brał udział w walkach na froncie zachodnim. Współpracując z M.R. Štefánikiem od 1917 r. organizował Korpus Czechosłowacki we Francji, gdzie był jednocześnie oficerem łącznikowym przy francuskim Ministerstwie Wojny. W 1918 dowodził 22 Pułkiem Strzelców na froncie włoskim w Padwie.
Na początku 1919 r. wrócił do Czechosłowacji i w randze podpułkownika – jeszcze jako obywatel francuski – został inspektorem dla Północnych Moraw i Śląska. Od 16 stycznia 1919 r. w randze pułkownika dowodził oddziałami czechosłowackimi w tzw. wojnie siedmiodniowej (zajęciu Zaolzia przez Czechosłowację). Część środowisk polskich uważa go za odpowiedzialnego za zbrodnie wojenne – zamordowanie przez jego podwładnych polskich jeńców w Stonawie. 15 maja 1920 członkowie POW dokonali nieudanego zamachu na jego dom w Orłowej.
Odkomenderowany ze Śląska na Słowację dowodził 2. Dywizją Piechoty w walkach z Węgierską Republiką Rad. 10 czerwca 1919 r. w czasie kontrofensywy wyprowadzonej z rejonu Bańskiej Bystrzycy pokonał Węgrów w bitwie pod Badínem, a 13 czerwca odbił Zwoleń.
Po wojnie dowodził różnym jednostkami, przede wszystkim piechoty i awansował na kolejne stanowiska, m.in. okręgowego komendanta w Koszycach (1925–32), następnie w Bratysławie (1932–35). Od 1920 r. generał brygady, od 1925 r. generał dywizji, a od 1930 r. generał armii.
Zaraz po niemieckiej okupacji Czech 15 marca 1939 wyjechał do Francji. W 1940 r. w Paryżu brał udział w powstaniu opozycyjnej wobec Benesza Czeskiej Rady Narodowej, ew. Czechosłowackiej Rady Narodowej. Šnejdárek był zrażony do byłego prezydenta już od połowy lat dwudziestych, gdy jego osobę wykorzystano do usunięcia ze stanowiska oraz w czasie jego procesu sądowego gen. Gajdy.
Po klęsce Francji w 1940 r. w obawie przed ludźmi Benesza schronił się w Maroku, gdzie zmarł w 1945 r.
Jeszcze w 1939 wydał swoją autobiografię pt. Co jsem prožil.

## Odznaczenia
- Krzyż Wojenny 1914–1918
- Medal Rewolucyjny
- Medal Zwycięstwa
- Order Legii Honorowej III klasy – Francja
- Croix de Guerre 1914–1918 – Francja
- Croix de Guerre TOE – Francja
- Médaille commémorative de la guerre 1914–1918 – Francja
- Médaille commémorative du Maroc – Francja
- Médaille coloniale – Francja
- Insigne des blessés militaires – Francja
- Order Alawitów II klasy – Maroko Francuskie
- Order Sławy IV klasy – Tunezja
- Order św. Sawy II klasy – Królestwo SHS
- Order Gwiazdy – Rumunia
- Order Korony I klasy – Rumunia
- Order św. Michała i św. Jerzego III klasy – Wielka Brytania
- Order Korony III klasy – Włochy

## Upamiętnienie

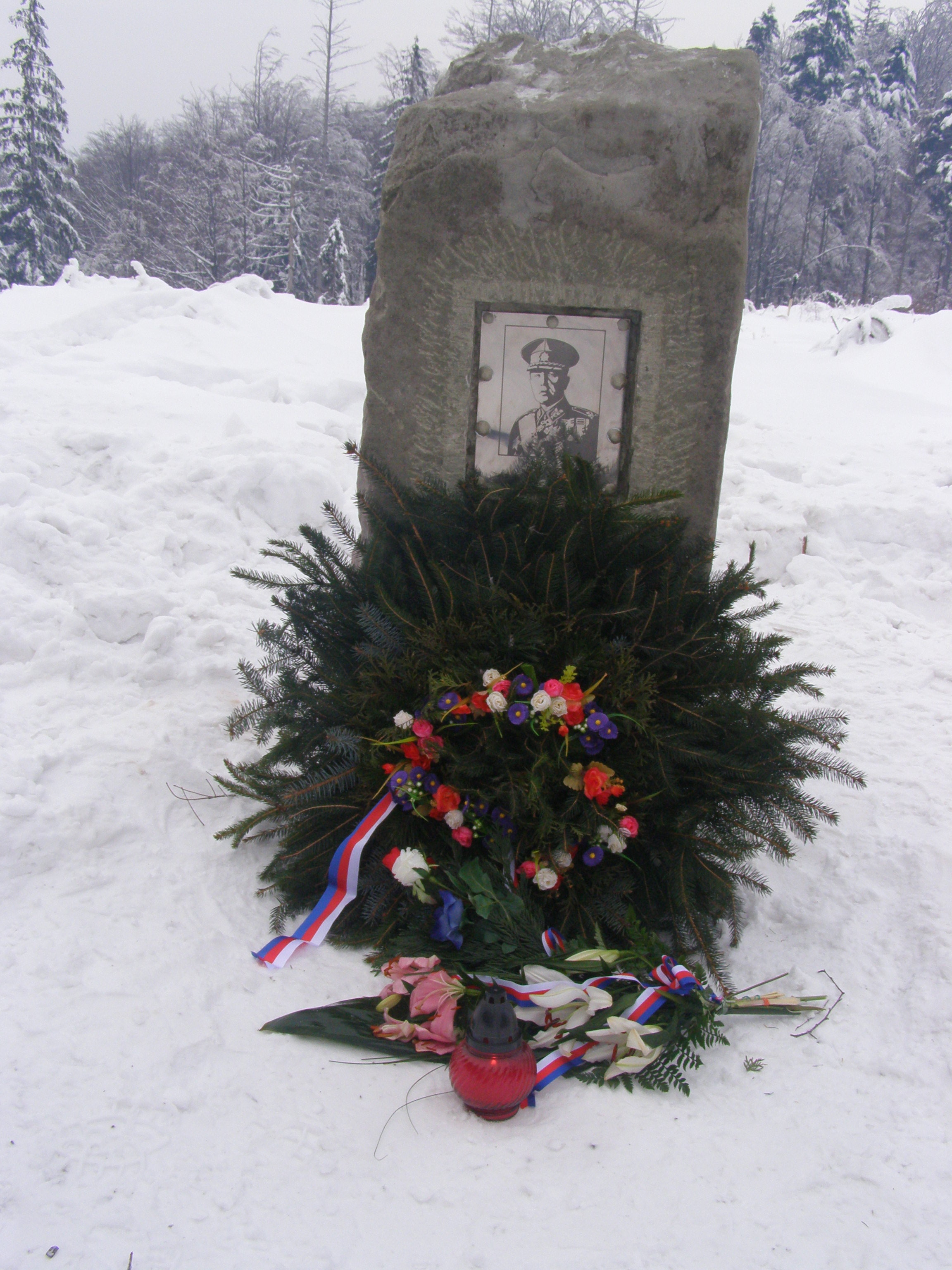
Obelisk w Bystrzycy

W 2012 w Bystrzycy nad Olzą organizacja czechosłowackich legionistów wystawiła upamiętniający go a kontrowersyjny dla Polaków obelisk.